# Конфигурация (геометрия)

Конфигурации (4_{3}6_{2}) (полный четырёхугольник, слева) и (6_{2}4_{3}) (полный четырёхсторонник, справа)

В проективной геометрии конфигурация на плоскости состоит из конечного множества точек и конечной конфигурации прямых, таких, что каждая точка инцидентна одному и тому же числу прямых и каждая прямая инцидентна одному и тому же числу точек.
Хотя некоторые специфические конфигурации изучались ранее (например, Томасом Киркманом в 1849 году), формальное изучение конфигураций начал впервые Теодор Рейе в 1876 году во втором издании его книги Geometrie der Lage (Геометрия положения), в контексте обсуждения теоремы Дезарга. Эрнст Штайниц написал свою диссертацию на эту тему в 1894 году и конфигурации были полуляризированы в 1932 году Гильбертом и Кон-Фоссеном в книге Anschauliche Geometrie (Наглядная геометрия), которая была переведена на английский и русский языки.
Конфигурации можно изучать либо как конкретные множества точек и прямых в конкретной геометрии, например, на евклидовой или проективной плоскости (в этом случае говорят о реализации в этой геометрии), либо как абстрактную геометрию инцидентности. В последнем случае конфигурации тесно связаны с регулярными гиперграфами и бирегулярными двудольными графами, но с дополнительным ограничением — любые две точки структуры инцидентности могут быть ассоциированы максимум с одной прямой, а любые две прямые могут быть ассоциированы максимум с одной точкой. То есть обхват соответствующего двудольного графа (графа Леви конфигурации) должен быть равен по меньшей мере шести.

## Обозначения
Конфигурация на плоскости обозначается как (pγ ℓπ), где p — число точек, ℓ — число прямых, γ — число прямых, проходящих через каждую точку, а π —  число точек на каждой прямой. Для этих чисел должно выполняться соотношение
{\displaystyle p\gamma =\ell \pi },
поскольку это произведение равно числу инциденций точка-прямая (флагов).
Конфигурации с тем же символом не обязаны быть изоморфными в качестве структур инцидентности.  Например, существует три различных конфигурации (93 93) — конфигурация Паппа и две менее известные конфигурации.
В некоторых конфигурациях p = ℓ а потому, γ = π. Они называются симметричными  или  сбалансированными конфигурациями и обычно в обозначениях повторение опускается. Например, (93 93) сокращается до (93).

## Примеры

Конфигурация (10_{3}), не изоморфная по инцидентности конфигурации Дезарга

Наиболее известны следующие проективные конфигурации:
- (11), простейшая возможная конфигурация, состоящая из точки на прямой. Ввиду тривиальности зачастую не рассматривается.
- (32), треугольник. Каждая из трёх сторон содержит две из трёх вершин, и наоборот. Обобщённо, любой многоугольник с n сторонами образует конфигурацию типа (n2)
- (43 62) и (62 43), полный четырёхугольник и полный  четырёхсторонник[1] соответственно.
- (73), Плоскость Фано. Эта конфигурация существует как абстрактная геометрия инцидентности, но она не может быть построена на евклидовой плоскости.
- (83), конфигурация Мёбиуса — Кантора. Эта конфигурация состоит из двух четырёхугольников, одновременно описанных и вписанных относительно друг друга. Конфигурацию нельзя построить на евклидовой плоскости, но уравнения, её определяющие, имеют нетривиальные решения в комплексных числах.
- (93), конфигурация Паппа.
- (94 123), Конфигурация Гессе девяти точек перегиба кубики на комплексной проективной плоскости и двенадцати прямых, каждая из которых содержит по три точки. Эта конфигурация имеет то же свойство, что и плоскость Фано, а именно, что она содержит все прямые, проходящие через любые две точки конфигурации. Конфигурации с такими свойствами известны как конфигурации Сильвестра–Галлаи. Для этих конфигураций  по теореме Сильвестра  они не могут быть реализованы в вещественной плоскости[5].
- (103), конфигурация Дезарга.
- (125302), двойная шестёрка Шлефли, образованная 12 прямыми из 27 прямых на кубической поверхности
- (153), конфигурация Кремоны — Ричмонда, образованная 15 прямыми, не входящими в двойную шестёрку, и соответствующими 15 касательными плоскостями
- (124 163),  конфигурация Рейе.
- (166), конфигурация Куммера[англ.].
- (273), конфигурация Грея
- (6015), конфигурация Клейна.

## Двойственность конфигураций
Проективно двойственной конфигурацией для (pγ lπ) является конфигурация (lπ pγ), в которой роли «точек» и «прямых» меняются местами.  Поэтому конфигурации идут двойственными парами, за исключением случаев, когда двойственная конфигурация изоморфна исходной.  Эти исключения называются самодвойственными конфигурациями и в этих случаях p = l.

## Число конфигураций (n3)
Число неизоморфных конфигураций типа (n3), начиная с n = 7, является элементом последовательности
1, 1, 3, 10, 31, 229, 2036, 21399, 245342, ... последовательность A001403 в OEIS
Эти числа подсчитаны как абстрактные структуры инцидентности, независимо от возможности их реализации.
Как пишет Гропп, девять из десяти конфигураций (103) и все конфигурации (113) и (123) допускают реализацию в евклидовом пространстве, но для всех n ≥ 16 имеется по меньшей мере одна нереализуемая конфигурация (n3) . Гропп также указывает давнюю ошибку в этой последовательности — в статье 1895 года была попытка перечислить все конфигурации (123)  и 228 из них были найдены, но 229-я конфигурация не была открыта вплоть до 1988 года.

## Построение симметричных конфигураций
Имеется несколько методов построения конфигураций, обычно начинающих с уже известных конфигураций. Некоторые простейшие из этих методов строят симметричные (pγ) конфигурации.
Любая конечная проективная плоскость порядка n является конфигурацией ((n2 + n + 1)n + 1). Пусть Π — проективная плоскость порядка n. Удалим из Π точку P и все прямые Π, проходящие через P (но не точки, лежащие на этих прямых, за исключением точки P) и удалим прямую l, не проходящую через P, и все точки, лежащие на этой прямой. В результате получим конфигурацию типа ((n2 - 1)n). Если при построении выберем прямую l, проходящую через P, получим конфигурацию типа ((n2)n). Поскольку известно, что проективные плоскости существуют для всех порядков n, являющихся степенями простых чисел, эти построения обеспечивают бесконечное семейство симметричных конфигураций.
Не все конфигурации реализуемы, например, конфигурация (437) не существует. Однако Групп дал построение, которое показывает, что для  k ≥ 3 конфигурация (pk) существует для всех p ≥ 2 lk + 1, где lk является длиной оптимальной линейки Голомба порядка k.

## Высокие размерности

Двойная шестёрка Шлефли

Концепция конфигурации может быть обобщена на более высокие размерности, например для точек и прямых или плоскостей в пространстве. В этом случае ограничение, что никакие две точки не могут лежать более чем на одной прямой, можно ослабить, поскольку две точки могут принадлежать более чем одной плоскости.
В трёхмерном пространстве интересными являются 
- Конфигурация Мёбиуса, состоящая из двух взаимно вписанных тетраэдров
- Конфигурация Рейе, состоящая из двенадцати точек и двенадцати плоскостей с шестью точками на каждой плоскости и шестью плоскостями, проходящими через каждую точку
- Конфигурация Грея, состоящая из 27 точек решётки 3×3×3  и 27 ортогональных прямых, проходящих через них
- Двойная шестёрка Шлефли, состоящая из 30 точек и 12 прямых, по две прямые на точку  и по пять точек на одной прямой.

Дальнейшее обобщение получается в трёхмерном пространстве при рассмотрении инцидентности точек, прямых и плоскостей, то есть j-пространств при 0 ≤ j < 3, где каждое j-пространство инцидентно Njk k-пространствам (j ≠ k). Если обозначить через Njj число j-пространств, такую конфигурацию можно представить в виде матрицы:
{\displaystyle {\begin{vmatrix}{\begin{vmatrix}N_{00}&N_{01}&N_{02}\\N_{10}&N_{11}&N_{12}\\N_{20}&N_{21}&N_{22}\end{vmatrix}}\end{vmatrix}}}
Подход можно обобщать для других размерностей n, где 0 ≤ j < n. Такие конфигурации математически связаны с правильными многогранниками.